# 1299
سنة 1299 هي سنة بسيطة بدات يوم الخميس حسب التقويم اليولياني

## أحداث
- بدء حصار تلمسان والذي استمر إلى 1307.
- 11 ديسمبر - إعلان عثمان بن أرطُغرُل قيام الدولة العثمانية.

## مواليد
- ألفونسو الرابع ملك أراغون ملك أراغون وبلنسية وصقلية وسردينيا وكورسيكا
- ابن السلار الشافعي فقيه سني شافعي
- غاليوتو الأول مالاتيستا